# 1505
1505 (MDV) a fost un an comun al calendarului iulian, care a început într-o zi de miercuri.

## Nașteri
- 30 ianuarie: Thomas Tallis  (d. 1585)
- dată necunoscută: Mehmed Pașa mare vizir al Imperiului Otoman (d. 1579)
- 15 septembrie: Maria a Austriei (1505–1558)  (d. 1558)
- 13 ianuarie: Joachim al II-lea Hector, Elector de Brandenburg  (d. 1571)
- 31 decembrie: Beatrice a Portugaliei (1504-1538)  (d. 1538)
- dată necunoscută: Livio Agresti pictor italian (d. 1579)
- dată necunoscută: Vlad al VI-lea Dragomir  (d. 1522)
- dată necunoscută: John Merbecke  (d. 1585)
- dată necunoscută: Francisc Kendi  (d. 1558)

## Decese
- 27 octombrie: Ivan al III-lea al Rusiei  (n. 1440)
- 4 februarie: Jeanne a Franței, Ducesă de Berry  (n. 1464)
- 25 ianuarie: Ercole I d'Este  (n. 1431)
- 28 mai: Ascanio Sforza preot spaniol (n. 1455)
- dată necunoscută: Adam von Fulda compozitor și teoretician muzical german (n. 1445)
- 18 ianuarie: Elena (fiica lui Ștefan cel Mare) fiica lui Ștefan cel Mare (n. 1464)
- iulie: Pedro de Vera  (n. 1430)